# Ruta 131 (Costa Rica)
La Ruta 131, oficialmente Ruta Nacional Secundaria 131, es una ruta nacional de Costa Rica ubicada en las provincias de Alajuela y Puntarenas.

## Descripción
En la provincia de Alajuela, la ruta atraviesa el cantón de San Mateo (los distritos de San Mateo, Jesús María, Labrador).
En la provincia de Puntarenas, la ruta atraviesa el cantón de Esparza (los distritos de Espíritu Santo, San Juan Grande, Macacona, San Rafael).